# Glacera de la Grande Motte
La glacera de la Grande Motte (de vegades « les glaceres ») és una glacera del massís de la Vanoise (Alps). És una glacera esquiable que forma part de l'estació d'esquí de l'espai Killy, situat sobre el domini de Tignes.

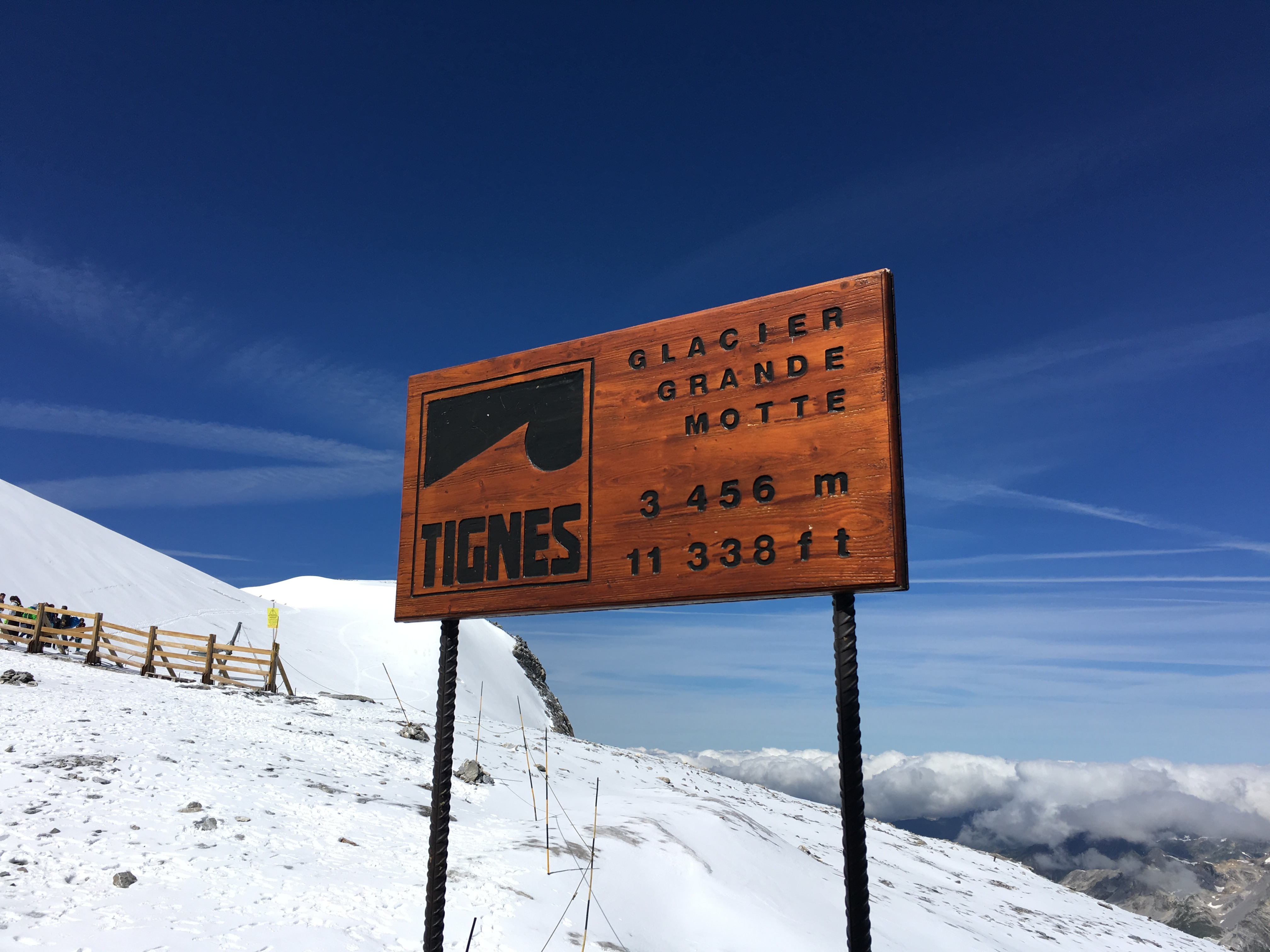
Cartell marcant la cimera del domini de Tignes (agost de 2016)

La glacera s'estén sobre la cara nord del massís de la Grande Motte, de la seva cimera a 3.653 m fins al seu front glacial situat aproximadament 2,5 km cap al nord-est a una altitud de 2.600 m. Tanmateix la glacera marca — des de fa alguns anys — un retrocés lligat al reescalfament del planeta.
Diverses pistes i remuntadors mecànics que pertanyen al domini esquiable de Tignes i situades sobre la glacera permeten la pràctica de l'esquí a l'hivern però també al començament de l'estiu gràcies a condicions glacials més aviat bones. Generalment és el primer domini francès que obre algunes pistes d'esquí alpí a la tardor
La glacera és comunicada pel funicular de la Grande Motte, connectant Tignes-Val Claret (a aproximadament 2.150 metres d'altitud) amb la part baixa de la glacera a 3.032 m. El Perce-Neige permet un accés ràpid a la glacera tan a l'hivern com a l'estiu i és igualment accessible als vianants.
Per tal d'arribar a dalt del domini esquiable de Tignes situat a 3.456 metres d'altitud, és possible agafar el telefèric de la Grande Motte.